# Agesipolis III van Sparta
Agesipolis III (Oudgrieks: Ἀγησίπολις) (230 - 183 v.Chr. ) een Spartaanse koning die regeerde van 219 v.Chr. tot 215 v.Chr. Hij was de zoon van Agesipolis en de kleinzoon  van een andere koning, Cleombrotus II. Hij was de opvolger van Cleomenes III. Agesipolis was de 31e en laatste koning van de Agiaden.
Toen Cleomenes III in 222 v. Chr. uit Sparta moest vluchten, bleef de troon onbeheerd achter. Het duurde tot de dood van Cleomenes in 219 v.Chr. vooraleer er een opvolger werd aangeduid. Lykurgos werd de nieuwe koning van de Eurypontiden. Er was echter een probleem. De normale opvolger van Cleomenes III uit de Agiaden, Agesipolis, de zoon van Cleombrotus II, was al gestorven. Daarom duidde men diens zoon Agesipolis III aan als opvolger. Die was echter nog  minderjarig, dus werd zijn oom Cleomenes voogd en regent. In 215 v. Chr. werd Agesipolis III afgezet en moest hij vluchten. Lykurgos van de Eurypontiden werd de enige koning van Sparta. In 195 v. Chr. was Agesipolis een van de verbannen Spartanen die de Romeinen, geleid door Titus Quinctius Flamininus hielp in een veldtocht tegen de toenmalige Spartaanse koning Nabis. In 183 v. Chr. werd Agesipolis samen met Arkesilaos als afgezanten van de verbannen Spartanen naar Rome gezonden. Tijdens de reis echter werden ze door piraten gevangengenomen en vermoord.